# Auxopus
Auxopus – rodzaj roślin z rodziny storczykowatych (Orchidaceae). Rośliny rosnące w sezonowo suchych lasach liściastych wśród nagromadzonych opadłych liści. Dwa gatunki A. madagascariensis i A. kamerunensis kwitną w styczniu. Jeden z gatunków, został zaobserwowany rosnący na wapiennych podłożach.
Rośliny z tego rodzaju występują w Afryce na terenie Ugandy, Ghany, Gwinei, Wybrzeża Kości Słoniowej, Liberii, Nigerii, Kamerunu, Gabonu, Kongu oraz na Madagaskarze.

## Morfologia
Bezlistne saprofityczne rośliny z kulistymi lub cylindrycznymi bulwami. Pędy  nierozgałęzione, smukłe i lekko wygięte. Kwiatostany jedno- lub wielokwiatowe. Kwiaty małe i krótkotrwałe, w kolorze żółtym lub brązowym. Listki okwiatu częściowo zrośnięte, tworzą krótką rurkę. Prętosłup wydłużony, lekko rozszerzający się, kwiaty z 4 pyłkowinami.

## Systematyka
Rodzaj sklasyfikowany do plemienia Gastrodieae z podrodziny epidendronowych (Epidendroideae) w rodzinie storczykowatych (Orchidaceae), rząd szparagowce (Asparagales) w obrębie roślin jednoliściennych.
Wykaz gatunków
- Auxopus kamerunensis Schltr.
- Auxopus letouzeyi Szlach., Mytnik, Rutk., Jerch. & Baranow
- Auxopus macranthus Summerh.
- Auxopus madagascariensis Schltr.